# 오쿠이 료
오쿠이 료(일본어: 奥井 諒, 1990년 3월 7일 ~ )는 일본의 축구 선수이다.

## 구단 경력
그는 2012년부터 J리그의 비셀 고베, 오미야 아르디자, 시미즈 에스펄스, V-파렌 나가사키에서 뛰었다.

## 국가대표팀 경력
그는 2007년 FIFA U-17 월드컵에 참가할 일본 U-17 국가대표팀에 선발되었으나 경기에 출전하지는 못하였다.